# Mozn Hassan
Mozn Hassan (arabisch مزن حسن; * 1979) ist eine ägyptische Feministin und Menschenrechtsaktivistin. Sie leitet die Nichtregierungsorganisation Nazra for Feminist Studies. 2016 wurde ihr und der Organisation der Right Livelihood Award (Alternativer Nobelpreis) zuerkannt.

## Ausbildungen
Mozn Hassan erwarb 2000 einen Bachelor (B.A.) in Griechisch-Römischen Studien an der Universität Alexandria. 2002 erwarb sie ein Diplom in Studien zur Zivilgesellschaft und Menschenrechte (Civil Society and Human Rights) an der Universität Kairo. 2005 schloss sie einen Master (M.A.) in Internationalen Menschenrechten (International Human Rights Law) an der Amerikanischen Universität in Kairo ab. Sie führte mehrere Studien zur Situation von Frauen in Ägypten und anderen muslimischen Ländern für die Universität durch.

## Nazra for Feminist Studies
Im Dezember 2007 gründete sie die Frauenrechtsorganisation Nazra for Feminist Studies, die Frauen in Ägypten und anderen Ländern mit Informationen, Trainings, Studien und Aktionen unterstützt.
2016 erhalten Mozn Hassan und die Organisation den Right Livelihood Award „für ihren Einsatz für die Gleichstellung und die Rechte von Frauen unter Umständen von anhaltender Gewalt, Missbrauch und Diskriminierung“.